# Comuna Râmnicelu, Brăila
Râmnicelu este o comună în județul Brăila, Muntenia, România, formată din satele Boarca, Constantinești, Mihail Kogălniceanu și Râmnicelu (reședința).

## Așezare
Comuna se află în partea nord-vestică a județului, pe ambele maluri ale Buzăului, singurul pod din comună peste acest râu fiind în zona satului Boarca. Partea de sud a comunei este traversată de șoseaua județeană DJ221 care o leagă spre sud de Șuțești (DN22) și Ianca (unde se termină în DN2B) și spre est de Gemenele, Romanu și Cazasu (unde se termină în același DN22).

## Demografie
Componența etnică a comunei Râmnicelu
     Români (79,25%)
     Romi (16,79%)
     Alte etnii (0,11%)
     Necunoscută (3,85%)
Componența confesională a comunei Râmnicelu
     Ortodocși (95,5%)
     Alte religii (0,6%)
     Necunoscută (3,9%)
Conform recensământului efectuat în 2021, populația comunei Râmnicelu se ridică la 1.846 de locuitori, în scădere față de recensământul anterior din 2011, când fuseseră înregistrați 2.074 de locuitori. Majoritatea locuitorilor sunt români (79,25%), cu o minoritate de romi (16,79%), iar pentru 3,85% nu se cunoaște apartenența etnică. Din punct de vedere confesional, majoritatea locuitorilor sunt ortodocși (95,5%), iar pentru 3,9% nu se cunoaște apartenența confesională.

## Politică și administrație
Comuna Râmnicelu este administrată de un primar și un consiliu local compus din 11 consilieri. Primarul, Dragoș-Ionuț Mocanu[*], de la Partidul Social Democrat, este în funcție din 1 noiembrie 2024. Începând cu alegerile locale din 2024, consiliul local are următoarea componență pe partide politice:
|  | Partid                          | Consilieri | Componența Consiliului | Componența Consiliului | Componența Consiliului | Componența Consiliului | Componența Consiliului | Componența Consiliului | Componența Consiliului | Componența Consiliului | Componența Consiliului |
|  | ------------------------------- | ---------- | ---------------------- | ---------------------- | ---------------------- | ---------------------- | ---------------------- | ---------------------- | ---------------------- | ---------------------- | ---------------------- |
|  | Partidul Social Democrat        | 9          |                        |                        |                        |                        |                        |                        |                        |                        |                        |
|  | Partidul Național Liberal       | 1          |                        |                        |                        |                        |                        |                        |                        |                        |                        |
|  | Alianța pentru Unirea Românilor | 1          |                        |                        |                        |                        |                        |                        |                        |                        |                        |

## Istorie
La sfârșitul secolului al XIX-lea, pe teritoriul actual al comunei Râmnicelu era organizată comuna Domnița, în cadrul plășii Gradiștea de Jos din județul Râmnicu Sărat și era formată din satele Domnița (astăzi, Mihail Kogălniceanu), Piscu, Ciupercari și Corbeni, cu o populație totală de 1615 locuitori. Ea ocupa zona din comuna actuală aflată pe malul stâng al Buzăului. În comuna Domnița funcționau două școli cu 106 elevi (din care 11 fete), înființate între 1883 și 1888 — una în Domnița și una în Piscu; și trei biserici, dintre una în Domnița, zidită de arhiereul Timoftei în 1845, și o alta la Piscu, construită în 1889 pe cheltuiala regelui Carol I. Pe malul drept, sudic al râului Buzău se afla pe atunci doar satul Deșirați, din comuna Scorțaru Nou, plasa Vădeni, județul Brăila, sat care avea 408 locuitori și în care funcționa o moară cu aburi.
În 1925, comuna Domnița era inclusă în plasa Boldu a aceluiași județ Rm. Sărat și era formată din satele Domnița, Corbeni și din cătunul Boarca, cu 1540 de locuitori.
În timp, satul Deșirați a luat numele de Râmnicelu și a devenit comună separată de Scorțaru Nou, iar comuna Domnița a luat numele de Mihail Kogălniceanu. În 1950, cele două comune au fost incluse în raionul Brăila al regiunii Galați. În 1968, comuna Mihail Kogălniceanu a fost desființată și inclusă în comuna Râmnicelu, arondată județului Brăila.
În data de 10 august 1951, la stația meteorologică de la ferma Ion Sion din această localitate s-a înregistrat temperatura de 44,5 °C, cea mai mare temperatură înregistrată vreodată în România.